# Tôm hùm nước ngọt

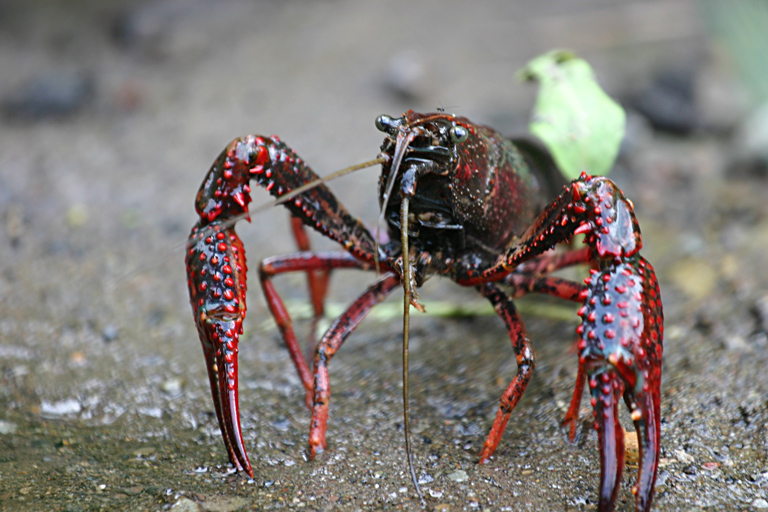

Tôm hùm nước ngọt (Danh pháp khoa học: Procambarus clarkii), thường được gọi là tôm hùm đất là một loài tôm hùm càng nước ngọt thuộc nhóm tôm hùm đất có nguồn gốc từ Đông Nam Hoa Kỳ và còn được tìm thấy trên các châu lục khác, nơi mà nó gây ra một dịch hại xâm lấn nghiêm trọng. Chúng phân bố tự nhiên ở Bắc Mỹ, là một trong 500 loại Tôm hùm đất (crawfish) và có đời sống như cua đồng, con cáy. Chúng được nuôi để lấy thịt tôm hùm đất.

## Tên gọi
Procambarus clarkii còn gọi là tôm đầm lầy đỏ (Red swamp crawfish/red swamp crayfish) hay tôm càng đầm lầy đỏ hay tôm Louisiana hay tôm hùm Louisiana (Louisiana crawfish/Louisiana crayfish) hoặc bọ bùn (mudbug). Trong tiếng Việt, tên gọi phổ biến của chúng là tôm hùm đất, chúng được gọi là đặt tên như vậy bởi nó có vẻ ngoài giống như con tôm hùm thu nhỏ với 2 chiếc càng lớn, một đặc điểm chỉ có ở loại tôm to. Người Việt ở Mỹ thì gọi chúng là tôm rồng, tôm hùm đất, tôm hùm nước ngọt, ngoài ra ở một số nơi khác tại Việt Nam, vì có cơ thể và bản năng sống khá đặc biệt nên nông dân gọi tên con tôm này khác nhau, có nơi thì gọi là tôm lai cua, nơi lại gọi là cua lai tôm, thậm chí, có người gọi là tôm Trung Quốc, người lại gọi là cua Mỹ, còn có nơi gọi là tôm quái thai, thủy quái tôm lai cua

## Phạm vi
Phạm vi bản xứ của P. clarkii là khu vực dọc theo bờ biển vùng Vịnh từ miền bắc Mexico đến Florida, cũng như nội địa, tới miền nam Illinois và Ohio. Nó cũng đã được du nhập ra bên ngoài một cách cố ý bên ngoài phạm vi tự nhiên của nó vào các nước ở Châu Phi, Châu Âu và các nơi khác ở châu Mỹ và châu Á, chẳng hạn như ở Việt Nam, tôm hùm đất được nhập về từ Mỹ và Trung Quốc và được nhập nuôi ở vùng Phú Thọ từ năm 2009 với diện tích nuôi thả ở tỉnh này đã lên đến 700ha hay Sóc Trăng. Người dân bản xứ lúc đầu còn bỡ ngỡ và gọi chúng là thủy quái tôm lai cua hoặc tôm nhiễm phóng xạ, tôm quái thai. Nhưng vì những tác hại của loài tôm này nên đến hiện nay, nó bị cấm tại Việt Nam. Loài tôm này được nhập vào Nhật Bản và Trung Quốc từ những năm 1930. Hiện Trung Quốc là nơi sản xuất loài tôm này lớn nhất thế giới vượt qua cả quê hương của chúng.

## Sinh thái học
P. clarkii thường được tìm thấy trong môi nước ngọt ấm, chẳng hạn như những vùng nước chảy từ chảy sông, đầm lầy, hồ chứa nước, hệ thống tưới tiêu và các ruộng lúa. Nó có thể phát triển một cách nhanh chóng ngay cả trong khi nguồn nước chỉ có theo mùa, có thể chịu đựng tình trạng khô hạn lên đến bốn tháng. P. clarkii phát triển nhanh chóng, và có khả năng đạt trọng lượng vượt quá 50g, và kích cỡ trung bình của chúng từ 5,5–12 cm (2,2-4,7 in).
Nó cũng có thể chịu đựng được môi trường nước lợ, điều này được coi là bất thường đối với một con tôm nước ngọt. Ngoài ra, P. clarkii có khả năng sinh lý cao với có khả năng chịu nồng độ oxy hòa tan tương đối thấp. Vòng đời trung bình của P. clarkii là 05 năm. Một số cá thể được biết là đã đạt đến độ tuổi (trong tự nhiên) của hơn sáu năm.

## Mô tả
Tôm có tuổi thọ 5-6 năm và chiều dài cơ thể đạt tối đa đến 20 cm, nặng không quá 50g, chỉ nhỏ cỡ 2 ngón tay, bề ngoài loài tôm này nhìn giống như tôm hùm nhưng chỉ to bằng hai ngón tay, đặc biệt có hai càng to như càng cua. Chúng có hai càng to dùng để đào hang đẻ trứng, trú đông, tranh giành thức ăn, đấu tranh sinh tồn. Những mô tả thực tế cho biết loài tôm này có hình thù kỳ lạ chúng có cái mũi như đầu châu chấu, phần đầu to như mai con cua với 8 cẳng tủa hai bên, và hai cái càng to giống càng cua chứ không phải càng tôm, phần đuôi khá nhỏ cong của nó giống với loài tôm.
Thịt và gạch của tôm hùm đất béo và có vị ngọt, vị lạ, khác biệt nhiều với thịt loại tôm, thủy sản, hải sản khác. Khi nấu lên, thịt và gạch của tôm béo và ngọt, tuy không có thớ thịt lớn như các loại tôm khác nhưng thịt tôm hùm đất được cho là có vị bùi, độ đạm cao đặc biệt là phần đầu tôm, nhiều phần vỏ mềm nhai được nên ăn được. Tuy nhiên, giống tôm này ít thịt, tỉ lệ thịt chiếm chỉ khoảng 15% trọng lượng của tôm, còn lại là vỏ tính chung thì lượng thịt của nó chỉ chiếm chừng 30% trọng lượng cơ thể, vỏ chúng tuy cứng cáp khi đang sống nhưng khi bị luộc, hấp, nấu, vỏ tôm cứng bao bọc cơ thể chúng bở ra, bẻ nhẹ là vỡ, mà không dai như tôm hoặc cứng như cua biển.

## Tập tính
Tôm thích đào hang, ưa tối, chuyên hoạt động về đêm. Chúng có thể sống được cả ở dưới nước lẫn trên cạn và chịu được nhiệt độ từ 0 đến 38 độ C. Chúng có thể từ môi trường nước, tôm có thể kéo lên bờ sống, thậm chí cả đàn có thể di chuyển lên bãi cỏ ở. Với sức đề kháng mạnh, chúng có thể sống trong môi trường ô nhiễm, thậm chí sống trong cống rãnh. Ở Nhật, loài tôm này sống nhung nhúc trong các cống rãnh ô nhiễm giữa thành phố như loài chuột cống.
Đây là loài tôm ăn tạp, loại tôm này sống trong đầm lầy nước ngọt và nước lợ, là loài có sức mạnh nên có thể ăn tất cả động vật và cây cỏ. Chúng ăn được mùn bã hữu cơ từ tự nhiên, sống được trong môi trường nước lợ. Chúng có thể ăn các loại côn trùng, nhiều loại cây cỏ, nên sinh sôi nảy nở rất nhanh. Nếu không đủ thức ăn, loài này sẽ ăn sang hoa màu, thậm chí chúng còn ăn được cả gỗ, làm biến dạng môi trường sống. Chính vì khả năng thích ứng với nhiều loại môi trường, nên loài tôm này đã di cư từ ao hồ, ruộng vườn ra sông suối.
Loài tôm hùm này có hai càng to, rất hung hăng, chỉ cần đưa tay gần là chúng lao tới chớp càng tấn công như cua biển, chúng rất hung dữ, khi bị bắt thì bò dọc, rồi bò ngang như cua, và giương hai cái càng to và cứng lên trời, khi bị kẹp trúng dù chém đứt càng, nhưng cái càng vẫn không mở ra. Chính vì tôm rất hung hăng nên khi thoát ra ngoài môi trường tự nhiên, chúng có thể tấn công các loài tôm bản địa Tôm hùm nước ngọt không chỉ sống tốt trong nước ngọt mà còn sống tốt trong các đầm lầy. Nếu nuôi đại trà loài thủy sản này sẽ là mối họa cho các công trình thủy lợi, công trình công cộng và có khả năng chúng sẽ tiêu diệt loài tôm bản địa từ việc tranh giành thức ăn để đấu tranh sinh tồn. Mặt khác, đây là loài ngoại lai thì khả năng mang mầm bệnh.
Vào mùa sinh sản, chúng còn đào hang đẻ con giống như cua đồng, hay như con cáy. Chúng có khả năng đào hang sâu hơn cả cua, khỏe hơn cả chuột, chính vì vậy có lo ngại loài tôm càng này có thể gây ra thảm họa tàn phá không khác gì ốc bươu vàng vì với thói quen đào hang sâu đến 2m sẽ có nguy cơ phá hỏng hệ thống đê điều. Tuy vậy, cũng chỉ có một vài loài trong số 500 loài crayfish khác nhau có sở thích ăn hoa màu và đào hang sâu, còn hầu hết chúng hiền lành như con tôm, và có bản năng đào hang như con cua con cáy.
Tại Mỹ loài tôm này sống tự do ngoài môi trường thiên nhiên nên hầu như các sông,hồ,sình, đầm lầy, hay kể cả các khe suối nhỏ trong rừng cũng có loài tôm này sinh sống có thể nói sức sinh sản lan tỏa của nó rất nhanh và rộng lớn.